# Dactylostega
Dactylostega är ett släkte av mossdjur. Dactylostega ingår i familjen Calloporidae.
Kladogram enligt Catalogue of Life:
| Dactylostega | \| \| Dactylostega prima \| \| \| \| \| \| Dactylostega spissimuralis \| \| \| \| \| \| Dactylostega tubigera \| \| \| \| |
|              | \| \| Dactylostega prima \| \| \| \| \| \| Dactylostega spissimuralis \| \| \| \| \| \| Dactylostega tubigera \| \| \| \| |
|              | Dactylostega prima |
|              | |
|              | Dactylostega spissimuralis                                                                                                |
|              | |
|              | Dactylostega tubigera |
|              | |